# Thyge Christian Fønss-Lundberg
Thyge Christian Fønss-Lundberg (1978) er en dansk kunsthistoriker og forfatter fra Hellerup med speciale i portrætkunst samt kongelig kunst. Han modtog i 1999 Forskerspirer-Prisen og i 2015 Prins Henriks Pris.